# Otdel de Kavkázskaya

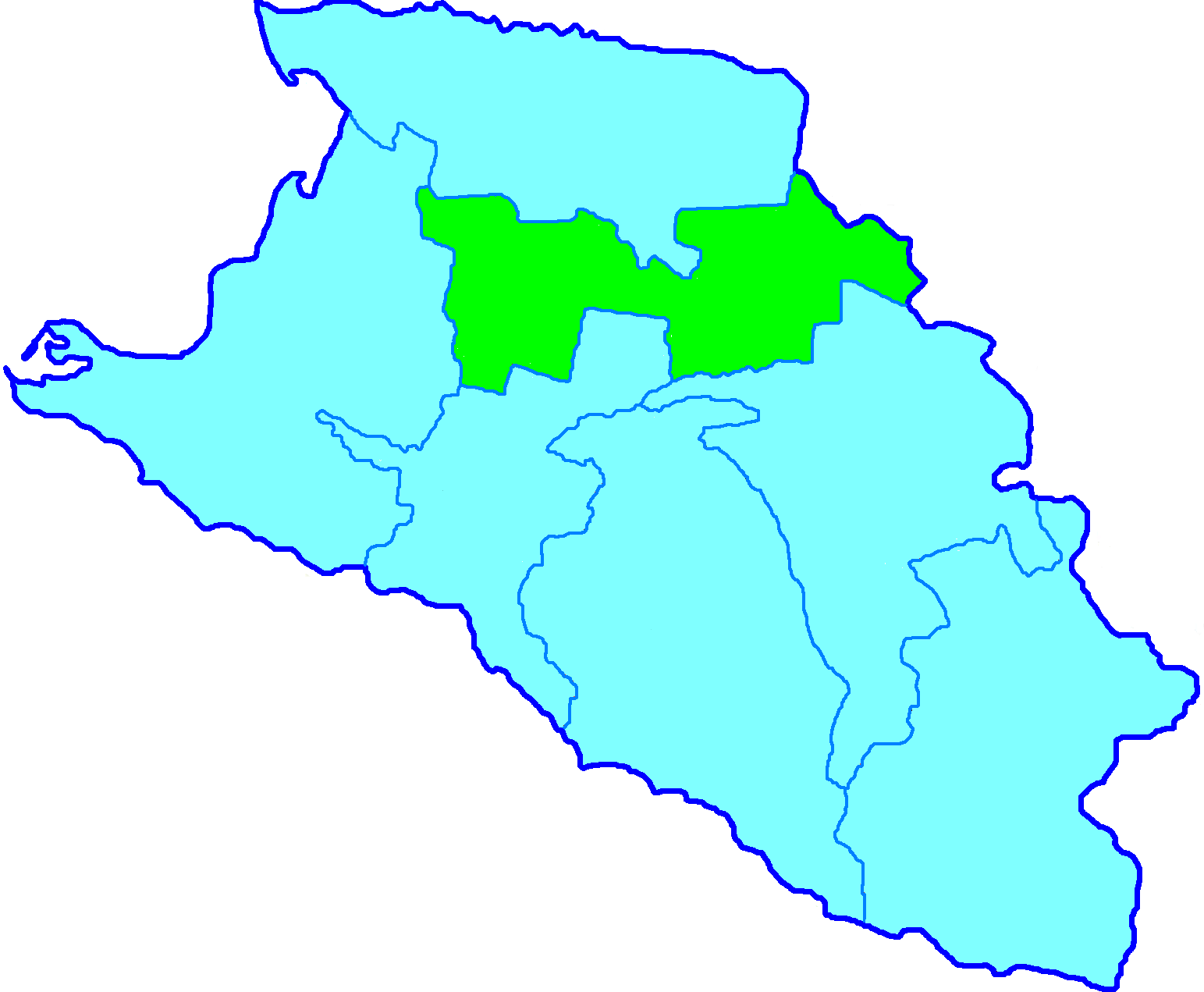
Localización del otdel de Kávkazskaya en el óblast de Kubán.

El otdel de Kavkázskaya (en ruso: Кавказский отдел) fue una división administrativa territorial del óblast de Kubán del Imperio ruso y del óblast de Kubán-Mar Negro de la República Socialista Federativa Soviética de Rusia dentro de la Unión de Repúblicas Socialistas Soviéticas, que existió entre 1876 y 1924. Tenía una superficie de 11 298.9 verstás cuadradas (7 453.9 km²). Su centro administrativo era la stanitsa Kavkázskaya.
Ocupaba una parte en la sección oriental del óblast, fronterizo con la gubernia de Stávropol y el óblast del Voysko del Don. Sería parte de los actuales raiones de Kavkázskaya, Tijoretsk, Novopokróvskaya, Tbilískaya y Výselki, Korenovsk, Briujovétskaya y Timashovsk del krai de Krasnodar. En 1897 tenía 249 182 habitantes.
Sus principales localidades (población de 1897): Arjángelskaya (4 546), Batúrinskaya, Berezánskaya (3 118), Briujovétskaya (4 575), Dmítriyevskaya, Diadkóvskaya, Ilínskaya, Irklíyevskaya, Kavkázskaya (8 293), Kazánskaya (6 546), Korenóvskaya (7 348), Lósevo, Medvédovskaya (8 888), Novodonétskaya (4 318), Novokórsunskaya (3 426), Novomalorósiskaya (6 298), Novopokróvskaya (9 136), Pereyáslovskaya (3 608), Platnírovskaya (7 275), Románovski (10 222), Serguíyevskaya, Staromyshastovskaya, Ternóvskaya (4 000), Timashóvskaya, Tiflískaya, Tijorétskaya (5 000) y Uspénskaya.

## Historia
Fue fundado en 1876, con centro en Armavir, en territorios de los otdel de Batalpashinsk (actual Cherkesk), Ekaterinodar y Maikop como uyedz de Kavkázskaya. En 1888 su nombre cambió a otdel, la parte de Armavir pasó al otdel de Labinsk y Tijorétskaya fue designado nuevo centra. En 1902 el centro pasa a Kavkázskaya. Fue disuelto en 1924, con la formación del krai del Sudeste.

## División administrativa
El 26 de enero de 1923 el otdel estaba compuesto por 21 vólosts:
- Arjánguelskaya
- Berezánskaya
- Vannóvskaya
- Gulkévichskaya
- Ilínskaya
- Kavkázskaya
- Kazánskaya
- Lovlinskaya
- Novomalorósiskaya
- Novopokróvskaya
- Novorozhdéstvenskaya
- Petropávloskaya
- Rasshevátskaya
- Semiónovskaya
- Temizhbékskaya
- Temirgóyevskaya
- Tenguínskaya
- Tbilískaya
- Uspénskaya.